# Stelling van Mohr-Mascheroni

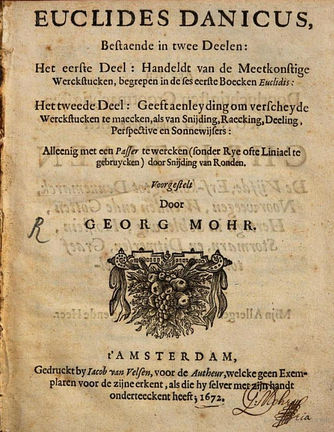
Mohr: Euclides Danicus (Nederlandse editie)

De stelling van Mohr-Mascheroni is een stelling uit de euclidische meetkunde. De stelling houdt in dat iedere constructie met passer en liniaal ook alleen met een passer kan worden uitgevoerd. Uiteraard kunnen rechte lijnen niet getrokken worden met een passer, daarom gaat deze stelling enkel over de constructie van de benodigde punten die de lijn definiëren.

## Geschiedenis
Het bewijs van de stelling is voor het eerst door de Deense wiskundige Georg Mohr (1640-1697) gepubliceerd, in zijn boek Euclides Danicus, Amsterdam 1672. Het boek is in de vergetelheid geraakt en pas in 1928 herontdekt. De stelling en het bewijs zijn meer dan een eeuw na Mohr opnieuw door de Italiaanse wiskundige Lorenzo Mascheroni (1750-1800) gegeven. Die heeft het bewijs in zijn La Geometria del compasso, Pavia 1797, gepubliceerd.
Constructies die alleen met een passer worden uitgevoerd, zijn naar Mascheroni genoemd. Ze heten Mascheroni-constructies; de meetkunde zelf heet ook wel passermeetkunde.

## Andere beperkte constructies
Voor constructies met alleen een liniaal is er een soortgelijke stelling. Volgens de stelling van Poncelet-Steiner kunnen alle constructies met passer en liniaal met alleen een liniaal worden uitgevoerd, als één cirkel met het middelpunt is getekend.